# Ischnochiton stearnsii
Ischnochiton stearnsii är en blötdjursart som beskrevs av Dall 1902. Ischnochiton stearnsii ingår i släktet Ischnochiton och familjen Ischnochitonidae. Inga underarter finns listade i Catalogue of Life.